# Synagoga Chaskiela Działowskiego w Łodzi (ul. Zawadzka 29)
Synagoga Chaskiela Działowskiego w Łodzi – prywatny dom modlitwy znajdujący się w Łodzi przy ulicy Zgierskiej 29.
Synagoga została zbudowana w 1898 roku z inicjatywy Chaskiela Działowskiego. Została przeniesiona z lokalu mieszczącego się przy ulicy Zachodniej 40. Mogła ona pomieścić 30 osób. Podczas II wojny światowej Niemcy zdewastowali synagogę.